# Солонці (Вейделєвський район)
Солонці - село в Вейделівському районі Білгородської області, адміністративний центр Солонцинського сільського 
поселення.

## Географія
Село розташоване в південно-східній частині Білгородської області, неподалік кордону з Україною, за 16,4 км по прямій на південний схід від районного центру, селища Вейделівки.

## Історія

### Походження назви
За відомостями, зібраними вейделівськими краєзнавцями, «садиба Солонці маєтку графині Паніної заснована у 1886 році». Назву отримала від місцевих солончаків  .

### Історичний нарис
У 1899 році у Солонцях збудували та відкрили школу.
З липня 1928 року хутір Солонці у Вовчанській сільраді Вейделівського району.
У 1950-і та наступні роки хутір Солонці у Білоколодезькій сільраді Вейделівського району.
З 1958 року в Солонцях — колгосп «Світлий шлях».
Станом на 1 січня 1994 року село Солонці — центр Солонцинської сільради (село та 2 хутори) Вейделівського району. У 2010 році село Солонці — центр Солонцинського сільського поселення (село та 3 хутори) Вейделівського району  .

## Населення
Станом на 1 січня 1932 року на хуторі Солонці проживає 140 хуторян.
Поданим переписом населення у Солонцях на 17 січня 1979 року – 445 мешканців, на 12 січня 1989 року – 446 (201 чоловіків, 245 жінок).

Станом на 1 січня 1994 року в селі Солонцях — 170 господарств та 525 мешканців; у 1999 році - 584 мешканці; в 2001 році - 618  .
| 2002 | 2010 |
| ---- | ---- |
| 568  | ↘520 |

## Цікаві факти
Наприкінці 1990-х років у школах села Солонці широко вели краєзнавчу роботу. Вчителі та учні відвідали багатьох старожилів та записали їх розповіді, проводилися конкурси та виставки творчих робіт «Мій батьковий край», а потім був оформлений і шкільний краєзнавчий музей .

## Інфраструктура
Станом на 1995 рік у селі Солонцях э колгосп «Світлий шлях» (виробництво зернових), ТОВ «Полюс» (будівельне), медпункт, клуб, середня та неповна середня школи  .